# یاک اودمئه
یاک اودمئه (انگلیسی: Jaak Uudmäe؛ زادهٔ ۳ سپتامبر ۱۹۵۴ ) ورزشکار پرش سه‌گام اهل اتحاد جماهیر شوروی سوسیالیستی استونیایی‌تبار بود.